# Vrmdža
Vrmdža (cyr. Врмџа) – wieś w Serbii, w okręgu zajeczarskim, w gminie Sokobanja. W 2011 roku liczyła 497 mieszkańców.